# Jean-Claude Ndagijmana
Jean-Claude Ndagijmana (26 novembre 1984) è un ex calciatore ruandese, di ruolo portiere.

## Carriera
Ha disputato il suo unico incontro per la Nazionale ruandese durante le qualificazioni alla Coppa del Mondo 2010.